# Musca wittweri
Musca wittweri är en tvåvingeart som beskrevs av Zielke 1974. Musca wittweri ingår i släktet Musca och familjen husflugor.
Artens utbredningsområde är Kenya. Inga underarter finns listade i Catalogue of Life.